# 哈勒 (石勒苏益格-荷尔斯泰因州)
哈勒（德語：Haale，發音：[ˈhaːlə]）是德国石勒苏益格-荷尔斯泰因州伦茨堡-埃肯弗德县的市镇，面积13.03平方千米，人口为人。